# 登德尔河
登德尔河（荷蘭語：Dender，荷蘭語發音：[ˈdɛndər] ⓘ，法語發音：[dɑ̃dʁ]）是比利时埃諾省、东佛兰德省与弗拉芒布拉班特省的河流，是斯海尔德河的右支流，长65千米。